# Сухој Су-5
Сухој Су-5  (рус. Сухой Су-5) је висински ловачки авион направљен у Совјетском Савезу. Авион је први пут полетео 1945. године, и имао је комбиновани погон клипни мотор са четворокраком елисом и турбомлазни мотор.

## Пројектовање и развој
Непосредно пред, и у току Другог светског рата, све зараћене стране су радиле на развоју авиона на млазни погон. У томе су пре рата предњачиле Енглеска, Немачка и Италија док су за време рата у тој трци остали Немачка и Енглеска, а Италија је изгубила корак. Интересантно је било то што су Јапан, САД и СССР земље са јако развијеном авио индуструјом у овом правцу мало шта чиниле. Када су средином рата извучени максимуми из клипно елисних авиона, а млазни авиони се већ појавили на зараћеном небу, почело је да се и у ове три земље размишља о развоју ове врсте авијације. Америка је уз помоћ Енглеза релативно брзо ухватила корак док су Јапанци добили помоћ од Немаца.
У Совјетском Савезу се са применом ове технологије прилично каснило што због пресељења ваздухопловне индустрије на исток земље што је прилично заокупило све расположиве пројектантске, истраживачке и физичке ресурсе земље. Други разлог је био распарчаност истраживачких капацитета који су се бавили пропулзивном техником у очи и за време рата, тако да није било адекватног млазног мотора за примену у авијацији. Због свега тога у Совјетском Савезу се приступило развоју летелица које ће користити комбиновани погон (клипи мотор + млазни мотор) авиони Сухој Су-5 / И-107 и МиГ-13 / И-250 и (клипни мотор + ракетни мотор) авион Су-7 (1944). Млазни и ракетни мотори, код поменутих авиона су се користили као акцелератори који су омогућавали лакше и брже полетање и евентуално убрзавање у току лета.
Авион Су-5 (инициални назив И-107) је пројектова у току 1944. године у ОКБ Сухој, а полетео је први пут 6. априла 1945. године. Испитивање је вршено све до 18. октобра 1945. године. Иако се одустало од даљег развоја овог пројекта, био је користан, јер је предстаљао прва искуства у примени млазних мотора у погону авиона совјетске конструкције.

### Технички опис
Ловац на великим висинама Су-5 је био једноседи конзолни нискокрилац потпуно металне конструкције кога је покретао комбиновани агрерат (клипни мотор + млазни мотор). Главни мотор је био линијски течношћу хлађен мотор V распореда цилиндара Климов ВК-107А снаге 1.230 kW, постављен у кљун авиона. Авион је имао четворокраку металну елису променљивог корака и пречника 2,90 mm.. Поред главног клипног мотора овај авион је имао и помоћни млазни мотор акцелератор ВРДК (ваздушно-реактивни компресиони мотор) потиска 2,9 kN. Принцип рада овог мотора је био следећи: главни мотор је карданским вратилом погонио ротациони компресор који се налазио и каналу за ваздух (усиснику) испод кабине пилота, тако сабијени ваздух је долазио до комора за сагоревање млазног мотора који се налазио у репу авиона где је убризгавано гориво које је сагоревало, а издувни гасови стварали потисак који је додатно убрзавао авион. Овај млазни мотор могао је да ради непрекидно 3 минута. Пилот је седео у затвореном кокпиту који се налазио изнад крила авиона. Труп авиона је био променљивог попречног пресека полу-монокок конструкције изведене од метала. Висина трупа је била већа у односу на тадашње конструкције авиона исте класе, због тога што се испод мотора и кабине пилота налазио канал (усисник) за ваздух млазног мотора. Крила су била неправилног трапезастог облика са кружним завршетком крајева. Нападна ивица крила је била изломљена коса линија због повећаног корена крила, а задња ивица крила је била права коса линија у односу на труп авиона. Конструкција крила је била од челика високе еластичности и дуралуминијума, а облога крила авиона од равног Ал-лима. Класични стајни трап је био увлачећи, у току лета предње ноге су се увлачиле у крила авиона, а испод репног дела авиона је био постављен такође увлачећи мали точак, као трећа ослона тачка авиона. Авион је био добро наоружан стрељачким наоружањем (види табеле)
На крају испитивања (18. октобра 1945) је донета одлука да се прекине даљи рад на развоју овог авиона пошто се увидело да комбинација класичног мотора са унутрашњим сагоревањем и млазног мотора није перспективна за даљи развој авијације те да је неопходна примена турбо млазних мотора у циљу постизања већих висина и брзина.

## Наоружање
| Наоружање авиона: Сухој Су-5   |                            |
| Ватрено (стрељачко) наоружање  |                            |
| Топ                            |                            |
| Број и ознака топа             | 1 х НС-23 Нуделман-Суранов |
| Калибар                        | 23                         |
| Митраљез                       |                            |
| Број и ознака митраљеза        | 2 х Березин УБ             |
| Број метака                    | 650 сваки                  |
| Калибар                        | 12,7                       |
| Бомбардерско наоружање (бомбе) |                            |
| Ракетно наоружање (ракете)     |                            |

## Оперативно коришћење
Пројект авиона Сухој Су-5 је стопиран након испитивања прототипа. Али је био јако користан за стицање искуства како пројектаната тако и пилота и осталог особља за нову наступајућу еру млазне авијације.

## Земље које су користиле овај авион
- СССР